# Sporormia subticinensis
Sporormia subticinensis är en svampart som beskrevs av Mouton 1897. Sporormia subticinensis ingår i släktet Sporormia och familjen Sporormiaceae.   Inga underarter finns listade i Catalogue of Life.